# Scybalocanthon korasakiae
Scybalocanthon korasakiae – rodzaj chrząszczy z rodziny poświętnikowatych i podrodziny Scarabaeinae. 

## Taksonomia
Gatunek ten opisany został po raz pierwszy w 2011 roku przez Fernanda A.B. Silvę na łamach „Zootaxa”. Jako lokalizację typową wskazano Lavras w brazylijskim stanie Minas Gerais. Epitet gatunkowy nadano na cześć Vaneski Korasaki.

## Morfologia
Chrząszcz o ciele długości do 8 do 10 mm, w zarysie owalnym z zaokrąglonymi bokami, matowym wskutek mikroziarenkowania. Głowa jest czarna z zielonym lub niebieskim połyskiem metalicznym. Przedplecze jest żółtawobrązowe z czarnymi, połyskującymi metalicznie krawędziami przednią i tylną. Jego przednie naroża mają kąt 80°, a brzegi boczne są zakrzywione nieregularnie, tworząc w połowie długości kąt rozwarty. Barwa pokryw jest czarna z zielonym lub niebieskim połyskiem metalicznym. Mają one cienkie, niewyraźnie punktowane rzędy, z których ósmy ma na przedzie wąskie żeberko. Hypomery są żółtawobrązowe z czarnymi częściami, połyskującymi metalicznie wewnętrznymi. Czarne z zielonym lub niebieskim połyskiem metalicznym są przedpiersie, śródpiersie i mezoepisternity, żółtawobrązowe zaś metepisternity, zapiersie, spód odwłoka i pygidium. Odnóża są czarne z zielonym lub niebieskim połyskiem metalicznym z wyjątkiem żółtobrązowych środkowych części ud oraz bioder dwóch ostatnich par.
Genitalia samca mają lekko niesymetryczne, prawie prostokątne paramery o krawędziach grzbietowych lekko zakrzywionych dowewnętrznie w części nasadowej i środkowej oraz lekko zakrzywionych dozewnętrznie w części wierzchołkowej, a krawędziach brzusznych zakrzywionych dowewnętrznie w części nasadowej i niemal prostych dalej. W endofallusie występuje okrągły z prawie prostą rączką skleryt peryferyjny górny prawy, krótki, przecinkowaty skleryt peryferyjny frontolateralny z grupą szczecinek i gęstymi mikroszczecinkami tuż za nim oraz naprzeciwległe i podłużne skleryty osiowy i podosiowy.

## Ekologia i występowanie
Owad ten zasiedla lasy formacji Mata Atlântica na stokach pasma Mantiqueira oraz podobne im lasy w obrębie formacji cerrado. 
Gatunek neotropikalny, endemiczny dla Brazylii, znany ze stanów Minas Gerais i São Paulo.